# Saranda Bogujevci
Saranda Bogujevci (ur. 12 maja 1985 w Podujevie) – kosowska aktywistka i polityczka. Członkini i wiceprzewodnicząca Zgromadzenia Kosowa.

## Życiorys

### Młodość
Bogujevci urodziła się 12 maja 1985 w Podujevie, ówcześnie w Socjalistycznej Federacyjnej Republice Jugosławii.
28 marca 1999, w wieku 14 lat, została ranna w masakrze w Podujevie, gdzie straciła większość członków swojej rodziny. Została postrzelona w tułów, nogi i ręce (13 razy). W 2003 roku wspólnie ze swoimi kuzynami jako pierwsze dzieci byli świadkami w sądzie w sprawie zbrodni wojennej. W 2018 roku skrytykowała urzędników wymiaru sprawiedliwości za warunkowe przedterminowe zwolnienie sprawców masakry z więzienia.

### Edukacja
Ukończyła studia na Manchester Metropolitan University.

### Działalność polityczna
W wyborach parlamentarnych w 2017 roku uzyskała mandat posłanki Zgromadzenia Kosowa z ramienia partii Samookreślenie. Uzyskała 5860 głosów, startując z 96. miejsca na liście.
Z powodzeniem kandydowała również w przedterminowych wyborach parlamentarnych w 2019 roku. Zdobyła 18 436 głosów, startując z 17. miejsca na liście.
W przedterminowych wyborach parlamentarnych w 2021 roku uzyskała reelekcję. Startowała z 23. miejsca na liście. Uzyskała 26 389 głosów, zajmując 11. miejsce wśród kandydatów swojej partii.
W kwietniu 2021 roku została wybrana wiceprzewodniczącą izby. Od 21 czerwca 2021 jest delegatką Zgromadzenia Kosowa do Zgromadzenia Parlamentarnego Rady Europy.
Uzyskała reelekcję w wyborach parlamentarnych w 2025 roku. Startowała z 11. miejsca na liście Samookreślenia, zdobyła 48 299 głosów.

### Życie prywatne
Mówi w języku angielskim.